# Discoderus congruens
Discoderus congruens är en skalbaggsart som beskrevs av Thomas Casey. Discoderus congruens ingår i släktet Discoderus och familjen jordlöpare. Inga underarter finns listade i Catalogue of Life.